# Ishøj (ciudad)
Ishøj es una ciudad danesa con una población de 21.465 habitantes (1 de enero de 2024).  Está situada en la región de Hovedstaden y es la sede del municipio de Ishøj.

## Geografía
La ciudad está situada junto a la costa, en la zona suburbana suroccidental de Copenhague, y forma parte del área urbana de la ciudad.

## Inmigración
Entre las décadas de 1960 y 1980, Dinamarca atrajo a un gran número de trabajadores extranjeros. Muchos de estos trabajadores optaron por quedarse en el país y un número significativo se instaló en Ishøj, que hoy en día es conocido por su población diversa, en la que los inmigrantes y sus descendientes representan el 37,5 % de la población total. Esto convierte a Ishøj en el municipio con mayor proporción de inmigrantes de Dinamarca.
La afluencia de inmigrantes también ha repercutido en las escuelas locales, ya que algunos centros municipales tienen más de un 30% de alumnos bilingües.

## Personas notables
- Karen Ankersted (1859 en Ishøj - 1921), profesora danesa y política pionera.
- Helle Thorning-Schmidt (nacida en 1966), ex primera ministra de Dinamarca y directora ejecutiva de Save the Children, asistió al Ishøj Gymnasium.
- Pia Olsen Dyhr (nacida en 1971), una política danesa que asistió al gimnasio Ishøj
- Nadia Alawa (nacida en 1971 en Ishøj), fundadora y actual directora ejecutiva de la organización sin fines de lucro NuDay
- Peter Corp Dyrendal (nacido en 1976 en Ishøj), cantante, artista discográfico, actor y modelo de ascendencia danesa-tailandesa.
- ZK (nacido en 2000 en Ishøj), nombre artístico de Zaman Kilic, un rapero danés

### Deporte
- Camilla Kur Larsen (nacida en 1989 en Ishøj), una jugadora de fútbol profesional danesa
- Riza Durmisi (nacida en 1994 en Ishøj), futbolista profesional danesa
- Ertuğrul Tekşen (nacido en 2000 en Ishøj), un futbolista turco nacido en Dinamarca que juega en el club Belediye Kütahyaspor de la TFF Third League.
- Zidan Sertdemir (nacido en 2005 en Ishøj), un futbolista turco nacido en Dinamarca que juega en el Bayer Leverkusen
- Thomas Frank, quien enseñó en la universidad en 2004, es actualmente entrenador del Brentford FC en la Premier League .